# روکرسدورف (براندنبورگ)
روکرسدورف (به آلمانی: Rückersdorf) یک شهر در آلمان است که در البه-الشتر واقع شده‌است. روکرسدورف ۱٬۶۹۴ نفر جمعیت دارد.